# Fungo epigeo

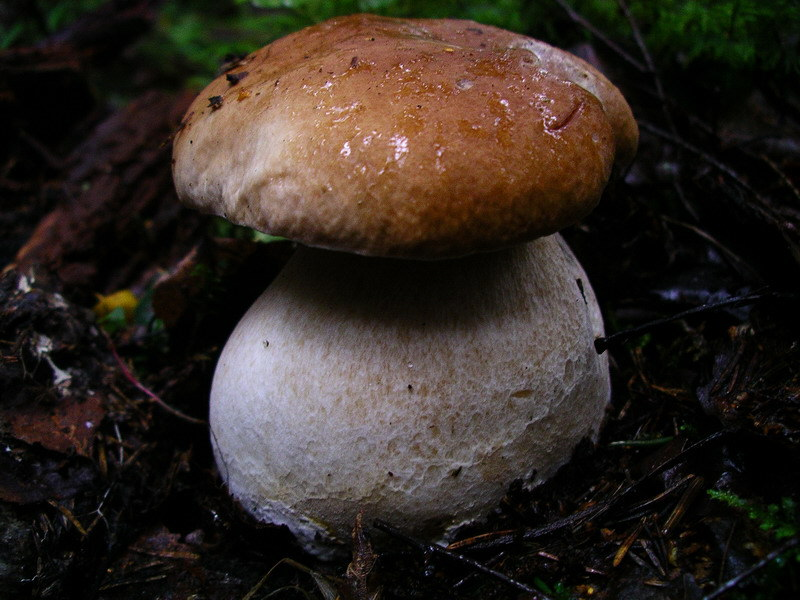
Il porcino, uno dei funghi epigei più ricercati

Il fungo epigeo è il fungo comune che cresce nei boschi e sui prati. Solitamente con fungo s'intende solo il corpo fruttifero o carpoforo che in queste specie fungine è ben sviluppato e può essere raccolto e mangiato, sebbene molte specie siano velenose. A rigore, però, il carpoforo è solo una parte del fungo intero.
I funghi epigei non appartengono a un gruppo di macromiceti scientificamente riconosciuto: infatti varie famiglie hanno specie sia epigee che ipogee.
Si usa anche il termine macrofungo (o macromicete), che indica tutte le specie che formano un corpo fruttifero maggiore di 1 mm.
Un termine più generico, che raggruppa sia specie epigee che ipogee è fungo fruttifero.

## Regolamentazione per la raccolta dei funghi
Se un tempo non occorrevano permessi particolari per la raccolta dei carpofori dei funghi epigei, oggi è norma avere un tesserino (dal costo variabile da 5 euro a più di 30 euro) ufficialmente con lo scopo di tutelare maggiormente la conservazione degli ecosistemi e del patrimonio naturale in genere. La stagione migliore per la raccolta di funghi epigei è da fine estate a inizio inverno, ma in luoghi dal clima particolarmente umido questo periodo può espandersi anche a tutto l'anno.
Generalmente, è vietato l'uso di rastrelli, uncini o altri strumenti che possono alterare o danneggiare il suolo, il micelio fungino e l'apparato radicale. È anche vietato l'uso di sacchetti di plastica e raccomandato l'uso di cesti allo stesso tempo rigidi e areati, che consentano di diffondere le spore.

## Chiavi analitiche dei funghi
Le chiavi analitiche dei funghi sono un metodo per condurre al riconoscimento di un esemplare di fungo epigeo; tutti i funghi epigei e in particolare i lamellati (Agarici) presentano una varietà di forme, di dimensioni, di strutture e di colori.
Per rendere pratico e facilmente duttile il riconoscimento delle varie e molteplici forme in questa guida i funghi sono suddivisi in:
| Agaricacee    | funghi a lamelle                         |
| Boletacee     | funghi a tubuli                          |
| Polyporacee   | funghi a pori                            |
| Hydnacee      | funghi ad aculei                         |
| Clavariacee   | funghi a clava o a mazza o a cespuglio   |
| Gasteromyceti | funghi vescia o consimili                |
| Tremellacee   | funghi gelatinosi                        |
| Ascomiceti    | funghi a coppa o cappuccio e consimilari |

A questo punto, la prima operazione da effettuare è quella di stabilire, in base alla loro forma, a quale raggruppamento appartengono i funghi in esame.

### Introduzione alle chiavi analitiche
Supponiamo di avere un fungo a lamelle e di volerlo identificare attraverso le chiavi analitiche.
In questo caso, essendo i funghi lamellati suddivisi in 5 sezioni secondo il colore delle loro spore, bisogna individuare a quale delle seguenti sezioni appartiene:
- A - Funghi a spore bianche (Leucosporei)
- B - Funghi a spore giallo-brune
- C - Funghi a spore rosa (Rodosporei)
- D - Funghi a spore bruno-porporine
- E - Funghi a spore bruno-nerastre o nere (Melanosporei)

Il colore delle spore si determina sulle spore depositate in massa, cioè sull'impronta sporigena del fungo.
Nel caso che le spore del fungo in esame siano di colore bruno-porporine, bisogna fare la ricerca del fungo nella sezione "funghi a spore bruno-porporine".
La chiave analitica di questo Gruppo mostra due possibilità.
1. Anello presente sul gambo (2)
  - Anello assente (3)

Se il fungo ha un anello molto bene evidente sul gambo, bisogna andare al numero 2 della chiave analitica, dove si trovano ancora due possibilità:
2. Lamelle libere (Agaricus)
- Lamelle attaccate al gambo (Stropharia)

Se si riscontra che le lamelle sono libere, e cioè non hanno contatto con il gambo, il fungo in esame appartiene indiscutibilmente al gruppo Agaricus.
Una volta stabilito il Genere basta consultare la chiave analitica del genere Agaricus per individuare a che specie appartiene l'esemplare da classificare.

### Come determinare il colore delle spore
Il colore delle spore si determina sulle spore depositate in massa. La raccolta in massa delle spore si ottiene nel modo seguente:
1. tagliare il gambo giusto sotto al cappello;
2. appoggiare il cappello, dal lato delle lamelle o dei tubuli, su un supporto di vetro o su di un cartoncino;
3. se l'ambiente è secco, coprire il cappello con un recipiente di vetro capovolta, oppure coprire la superficie del cappello con un pezzo di tovagliolino di carta bianca inumidito;
4. attendere alcune ore oppure per una notte;

Trascorso il tempo necessario, le spore, cadendo dall'imenio si raccolgono in massa, a formare un disegno che riproduce fedelmente la disposizione delle lamelle del fungo in esame.
Se l'impronta delle spore è fatta su un vetrino portaoggetti, questo può essere tenuto in una scatola portavetrini e, quindi, avere la possibilità di conservare le spore per diversi anni.
Questo sistema diviene molto utile nel caso che si voglia tenere un campionario per eventuali confronti nella determinazione.

### A - Funghi a spore bianche (Leucosporei)
1. Bordo delle lamelle preminentemente e irregolarmente dentato, corpi fruttiferi coriacei e cuoiosi: Lentinus
  - Lamelle a bordi regolari (2)
2. Gambo centrale (3)
  - Gambo eccentrico o laterale (14)
  - Gambo mancante, corpo fruttifero sessile attaccato ai tronchi d'albero come mensola, tessuto duro e legnoso (16)
3. Carne del cappello essudante succo bianco o colorato quando rotto, cappello normalmente depresso al centro: Lactarius
  - Cappello a carne non essudante lattice (4)
4. Gambo con volva e anello: Amanita
  - Gambo provvisto solamente di volva: Amanitopsis
  - Gambo con solo anello (5)
  - Gambo senza anello e senza volva (6)
5. Lamelle libere, anello prominente e mobile, gambo realmente separato dal cappello: Lepiota
  - Lamelle non libere, adnate o brevemente decorrenti sul gambo; gambo non realmente separato dal cappello, anello membranaceo o squamiforme che spesso scompare rapidamente: Armillaria
6. Lamelle marginate, sinuate, non scorrenti sullo gambo: Tricholoma
  - Lamelle non sinuate (7)
7. Lamelle a sezione triangolare, acute allo spigolo, intersecanti, distanti, molli o fragili, più o meno decorrenti e spesso di consistenza cerose: Hygrophorus
8. Lamelle decorrenti (9)
  - Lamelle non decorrenti (11)
9. Lamelle grosse o carnose-ceracee, a forma di pieghe che hanno l'aspetto d'increspature ramose o di rughe biforcate: Cantharellus
  - Lamelle sottili (10)
10. Lamelle attenuate al gambo, più o meno scorrenti, carne del cappello vicino allo gambo con più di 1mm di spessore: Clitocybe
  - Carne del cappello vicino al gambo con 1 mm o più di spessore, gambo con diametro 1–2 mm e di consistenza dura: Omphalia
11. Cappello e gambo duro, carnoso-tenace, avvizziscono ma non decadono quando secchi; si ravvivano quando vengono inumiditi: Maramius
  - Non si ravvivano quando inumiditi (12)
12. Carne del cappello fragile e granulosa o spugnosa, gambo robusto e centrale con tessuto continuo a quello del cappello: Russula
  - carne del cappello bianca, alquanto tenace o non molto fragile, gambo piuttosto smilzo, fistuloso (13)
13. Margini del cappello giovane arrotolati verso le lamelle cappello maturo espanso (esteso): Collybia
  - Margine del cappello giovane diritto, cappello maturo conico o a campana: Mycena
14. Lamelle longitudinalmente spaccate: Schizophyllum
  - Lamelle non spaccate (15)
15. Cappello carnoso, gambo laterale o senza: Pleurotus
  - Cappello sottile, duro e coriaceo: Panus
16. Lamelle venate, margine del cappello lobato: Trogia
  - Lamelle fragili e simili a placche: Lenzites

### B - Funghi a spore giallo - brune
(giallo-ocracee, giallo-rugginose)
1. Anello presente, gambo centrale carnoso o fibroso: Pholiota o Agrocybe
  - Anello assente (2)
2. Lamelle che si separano facilmente dal cappello; margini del cappello sempre rivolti verso il basso: Paxillus
  - Lamelle che non si separano facilmente dal cappello (3)
3. Gambo laterale o assente: Crepidotus
  - Gambo centrale (4)
4. Sul legno, lamelle di colore giallo o giallo-ruggine: Flammula
  - Sul terreno, lamelle castane o brune (5)
5. Cappello conico (6)
  - Cappello convesso o campanulato (7)
6. Funghi molto fragili, superficie del cappello levigata o striata: Bolbitus e Galera
  - Funghi non fragili, superficie del cappello spaccata o squamata: Inocybe
7. Gambo cartilaginoso, fragile: Naucoria
  - Gambo carnoso fibroso (8)
8. Il velo interno dei giovani funghi sembra una ragnatela composta da ife ben distinte e separate (una sorta di frangia o di cortina che unisce lo gambo con i bordi del cappello): Cortinarius
  - Il velo interno normalmente assente, quando e presente non forma tessuto a ragnatela; superficie del cappello liscia, spessa viscosa: Hebeloma

### C - Funghi a spore rosa (Rodosporei)
(carnicine o roseo-ferruginose)
1. Gambo laterale o assente, sul legno: Claudopus
  - Gambo centrale (2)
2. Volva alla base dello gambo, anello assente, lamelle rosee: Volvaria
  - Volva e anello assente (3)
3. Lamelle libere, cappello facilmente separabile dallo gambo, crescono sul legno: Pluteus
  - Lamelle non libere (4)
4. Gambo carnoso o fibroso (5)
  - Gambo cartilaginoso, smilzo (6)
5. Lamelle sinuoso-annesse o leggermente distanti dallo gambo, prima bianche poi rosee: Entoloma
  - Lamelle scorrenti e non sinuate sul gambo, prima bianche, poi rosee o carnicine o giallo-rugginose: Clitopilus
6. Lamelle decorrenti: Eccilia
  - Lamelle non decorrenti (7)
7. Cappello convesso, margini prima involuti, poi aperti: Leptonia
  - Cappello a forma di campana o conico, margini diritti nel fungo giovane: Nolanea

### D - Funghi a spore bruno-porporine, grigio-nerastre
1. Anello presente sullo gambo (2)
  - Anello assente (3)
2. Lamelle libere, fitte, prima bianche, poi carnicine ed infine fosco-porporine, crescenti quasi sempre sul terreno: Psalliota
  - Lamelle attaccate allo gambo: Stropharia
3. Velo presente,. residui di esso pendenti dal margine del cappello come una frangia; lamelle prima bianche, poi carnicine o fosco-violacee: Hypholoma
  - Velo assente o evanescente, gambo smilzo (4)
4. Margine del cappello diritto nel fungo giovane: Psathyra
  - Margine del cappello involuto nel fungo giovane: Psilocybe

### E - Funghi a spore bruno-nerastre o nere (Melanosporei)
(spore per lo più lisce)
1. Cappello più o meno campanulato; cappello e lamelle del fungo maturo progressivamente deliquescenti dal margine al centro del cappello: Coprinus
  - Cappello e lamelle non deliquescenti (2)
2. Lamelle decorrenti, cerificate; cappello ceraceo e viscoso: Gomphidius
  - Lamelle non decorrenti (3)
3. Cappello striato o rugoso: Psathyrella
  - cappello non rugoso: Panaeolus